# Sailly-Flibeaucourt
Sailly-Flibeaucourt é uma comuna francesa na região administrativa de Altos da França, no departamento de Somme. Estende-se por uma área de 10,64 km². Em 2010 a comuna tinha 1 048 habitantes (densidade: 98,5 hab./km²).